# Hermann von Boyen
Leopold Hermann Ludwig von Boyen (Slavskoye, 20 giugno 1771 – 15 febbraio 1848) è stato un politico e generale prussiano che favorì le riforme dell'esercito prussiano all'inizio del XIX secolo.
Fu anche ministro della guerra di Prussia tra il 1810 ed il 1813, ed ancora tra il 1º marzo 1841 ed il 6 ottobre 1847.

## Biografia
Nato a Kreuzburg (oggi Slavskoye, Russia) in Prussia orientale, Boyen, rimasto orfano, si arruolò nell'esercito nel 1784 a Königsberg. Nel 1788, appena nominato secondo sottotenente, entrò nell'accademia militare di Königsberg, dove lesse anche opere di Immanuel Kant.
Tra il 1794 ed il 1796, Boyen partecipò alla campagna polacca come aiutante del generale von Günther. Nel 1799 divenne capitano. Servì nella guerra del 1806 nel consiglio generale del duca di Brunswick, e fu ferito nella battaglia di Jena (14 ottobre 1806). Dopo la firma della Pace di Tilsit (luglio 1807) divenne maggiore e membro della commissione di Gerhard von Scharnhorst per la riorganizzazione militare.
Nel 1810 Boyen divenne direttore del gabinetto militare. Nella rifondazione dell'esercito prussiano fu il più diligente aiutante di Scharnhorst, ma dopo la conclusione dell'alleanza tra Prussia e Francia nel 1812 diede le dimissioni e visitò Vienna e San Pietroburgo. Gli eventi del 1813 lo obbligarono a tornare in servizio: come colonnello accompagnò l'esercito prussiano dalla base di Kalisz alla Sassonia. Dopo la battaglia di Lützen (2 maggio 1813) fu incaricato della difesa di Berlino. Durante la tregua re Federico Guglielmo III lo nominò Capo di Stato Maggiore dei generali del 3º corpo d'armata. Come tale, Boyen partecipò alle battaglie del 1813 e 1814 guadagnandosi la promozione a maggiore generale.
Dopo il primo Trattato di Parigi (30 maggio 1814) Boyen ricevette la nomina a ministro della guerra della Prussia. Completò la formazione della riserva del Landwehr (iniziata durante la guerra) e nel 1818 divenne sottotenente generale. Combatté invano le crescenti forze rivoluzionarie che minacciavano il Landwehr, e si ritirò nel 1819.

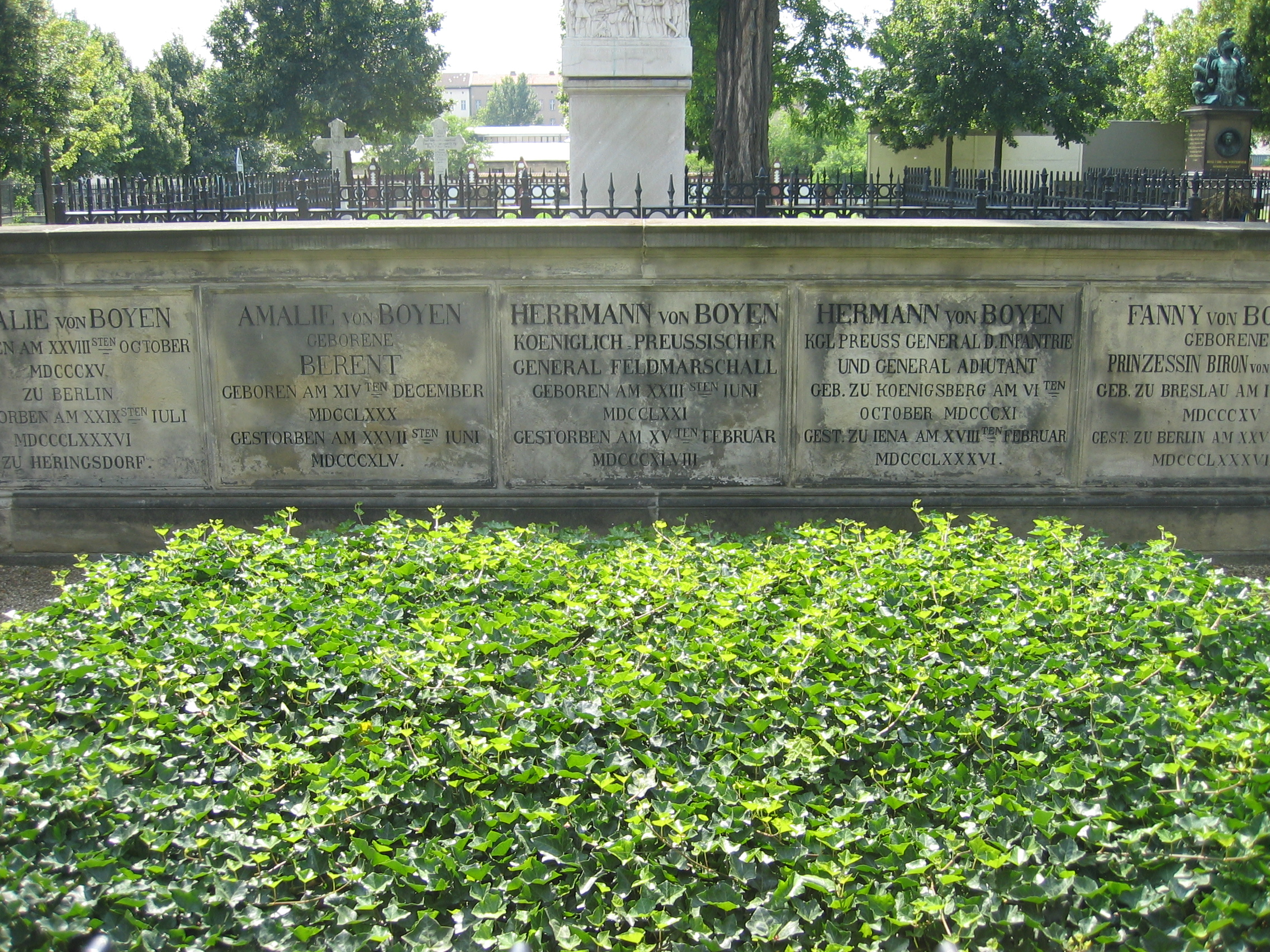
Tomba di Boyen presso l'Invalidenfriedhof di Berlino

Per 21 anni Boyen visse da civile, occupandosi di studi di storia, finché re Federico Guglielmo IV, subito dopo l'ascesa al trono, lo richiamò in servizio attivo promuovendolo generale di fanteria. Nel marzo 1841 divenne di nuovo ministro della guerra, anche se non ebbe grande influenza sulla situazione politica generale. Diede le dimissioni nel novembre 1847 con il grado di maresciallo di campo, morendo il 15 febbraio 1848. Il re diede il suo nome alla fortezza di Lötzen in Prussia orientale.
Il figlio di Boyen, anch'esso chiamato Hermann von Boyen, fu generale aiutante del re. Hermann von Boyen fu sepolto presso il cimitero Invalidenfriedhof di Berlino. L'ex squadra di calcio di Yorck Boyen Insterburg prendeva il nome da lui.

## Opere
Hermann von Boyen scrisse (tra le altre cose):
- Beiträge zur Kenntnis des Generals v. Scharnhorst (1833)
- Erinnerungen aus dem Leben des Generalleutnants v. Günther (1834).
- Vorwärts!: ein Husaren-Tagebuch und Feldzugsbriefe von Gebhardt Leberecht von Blücher ecc. (1914, diarioscritto durante il periodo passato tra gli Ussari)
- Gesammelte Schriften und Briefe / Blücher, Yorck, Gneisenau; zusammengestellt und hrsg. von Edmund Th. Kauer (1932, lettere, tra cui quelle dirette a Yorck eGneisenau)
- Kampagne-Journal der Jahre 1793 und 1794 (1796, giornale del fronte)

Scrisse anche la canzone "Der Preußen Losung" (1838).